# Venas de los cuerpos cavernosos
Las venas de los cuerpos cavernosos (TA: venae cavernosae penis) son venas que drenan la sangre de los cuerpos cavernosos del pene hacia las venas profundas del pene y la vena dorsal del pene.